# Hermann Schäfer (Politiker, 1900)
Hermann Schäfer (* 3. Juli 1900 in Dargun, Mecklenburg; † 19. Dezember 1961) war ein deutscher Politiker (SPD).
Hermann Schäfer besuchte eine Bürgerschule und machte eine Lehre als Schlosser. 1917 trat er der Gewerkschaft und im folgenden Jahr der SPD bei. Er besuchte die Maschinenbauschule in Berlin und später die Staatliche Fachschule für Wirtschaft und Verwaltung in Düsseldorf. Nach der „Machtergreifung“ der Nationalsozialisten 1933 wurde Schäfer in „Schutzhaft“ genommen. Später arbeitete er im Verkehrswesen und Flugzeugbau und legte 1937 die Schlossermeisterprüfung ab.
Nach dem Zweiten Weltkrieg wurde Schäfer Leiter eines Industriewerks in Berlin und ab 1948 Mitinhaber eines Feinbaustahlunternehmens in Berlin-Wedding. Bei der Berliner Wahl 1954 wurde er in das Abgeordnetenhaus von Berlin gewählt. Auch in der folgenden Wahl 1958 wurde in das Parlament gewählt, starb aber bereits im Dezember 1961. Sein Nachrücker wurde daraufhin Alfred Keil.